# Giovanni VI di Alessandria (calcedoniano)
Papa Giovanni II Kodonatos (XI secolo – 1100), è stato papa e patriarca greco-ortodosso di Alessandria e di tutta l'Africa tra il 1062 e il 1100.